# Sketches of Spain
Sketches of Spain è un album di Miles Davis; registrato in due sessioni il 20 novembre 1959 ed il 10 marzo 1960, è stato pubblicato nel 1960.

## Il disco
Sketches of Spain è uno degli album nati dalla collaborazione tra Miles Davis e l'amico e compositore Gil Evans. L'album, come annunciato dal titolo (Schizzi di Spagna) si basa su un programma costruito su musiche spagnole, sia tradizionali sia colte (il disco contiene un arrangiamento del secondo movimento del Concierto de Aranjuez di Joaquín Rodrigo e un brano, intitolato Will o' the Wisp, da un balletto di Manuel de Falla).
Nell'autobiografia, Davis dice che l'idea del disco gli venne dopo aver ascoltato il Concierto de Aranjuez. Evans curò gli arrangiamenti e introdusse gli altri pezzi, tra cui Saeta, un brano popolare di cante hondo andaluso per la processione del Venerdì Santo, tratto e riarrangiato dal volume Spanish Folk Music di Alan Lomax, e Solea, un brano peruviano.
Davis, nell'autobiografia, ricorda che gli arrangiamenti erano così densi che il trombettista Bernie Glow diventò paonazzo per lo sforzo di seguire la scrittura, e che dovette parlare a Evans perché semplificasse un po' la scrittura.
In effetti, la situazione minacciò di degenerare: l'orchestra trovava gli arrangiamenti di Evans troppo difficili e il produttore, Teo Macero, prese le parti dei musicisti. Davis non fu di molto aiuto ad Evans, anzi non si presentò alla prima prova, probabilmente perché sconvolto da alcune vicende private.
Sketches of Spain è considerato uno degli album più rifiniti e accessibili mai registrati da Miles Davis, e il giudizio su di esso non è uniforme: la Penguin Guide to Jazz on CD ne parla come di "musica leggera d'alto bordo". All'uscita dell'album, Davis fu accusato di piegarsi a compromessi commerciali, e si disse che Sketches of Spain non era jazz. Secondo la rivista Rolling Stone Davis avrebbe reagito dichiarando: «È musica, e a me piace».
L'album è stato pubblicato in CD dalla stessa Columbia nel 1997 con l'aggiunta di un brano non incluso nell'LP originale e di due registrazioni alternative di altrettante parti del Concierto de Aranjuez.
Nel 1961 Davis ed Evans sono stati premiati con il Grammy Award for Best Original Jazz Composition per l'album.

## Curiosità
La rivista Rolling Stone ha inserito Sketches of Spain al 356º posto della sua lista dei 500 migliori album.

## Tracce
1. Concierto de Aranjuez (Adagio) (Joaquín Rodrigo) - 16:19
2. Will o' the Wisp (Manuel de Falla) - 3:47
3. The Pan Piper (Gil Evans) - 3:52
4. Saeta (Evans) - 5:06
5. Solea (Evans) - 12:15

### Tracce addizionali sulla riedizione del 1997 e del 2000
1. Song of Our Country (Evans) - 3:23
2. Concierto de Aranjuez (presa alternativa; parte 1) (Rodrigo) - 12:04
3. Concierto de Aranjuez (presa alternativa; parte 2 fine) (Rodrigo) - 3:33

## Formazione
In ordine alfabetico
- Danny Bank - clarinetto
- Bill Barber - tuba
- John Barrows - corno francese
- Albert Block - flauto
- James Buffington - corno francese
- Eddie Caine - flauto, flicorno
- Paul Chambers - contrabbasso
- Earl Chapin - corno francese
- Jimmy Cobb - batteria
- Johnny Coles - tromba
- Miles Davis - tromba, flicorno soprano
- Gil Evans - arrangiatore, direzione
- Harold Feldman - clarinetto, flauto, oboe
- Bernie Glow - tromba
- Dick Hixon - trombone
- Elvin Jones - percussioni
- Taft Jordan - tromba
- Jack Knitzer - fagotto
- Jose Mangual - percussioni
- Jimmy McAllister - tuba
- Tony Miranda - corno francese
- Louis Mucci - tromba
- Romeo Penque - oboe
- Janet Putnam - arpa
- Frank Rehak - trombone
- Ernie Royal - tromba
- Joe Singer - corno francese